# Upi do Sul
Upi do Sul é um município de  quarta classe de renda municipal (d) na província Maguindanao do Sul, nas Filipinas. De acordo com o censo de 1 de maio  de  2020 possui uma população de 43 197 pessoas e 7 878 domicílios.